# Solanum falciforme
Solanum falciforme ist eine Pflanzenart aus der Familie der Nachtschattengewächse (Solanaceae). Sie wurde 2010 erstbeschrieben und ist in Brasilien heimisch.

## Beschreibung

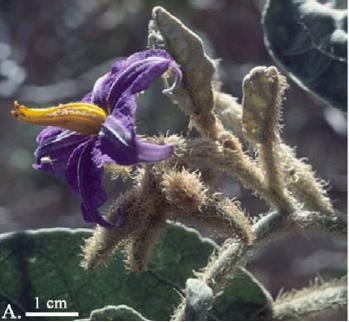
Männliche Blüte

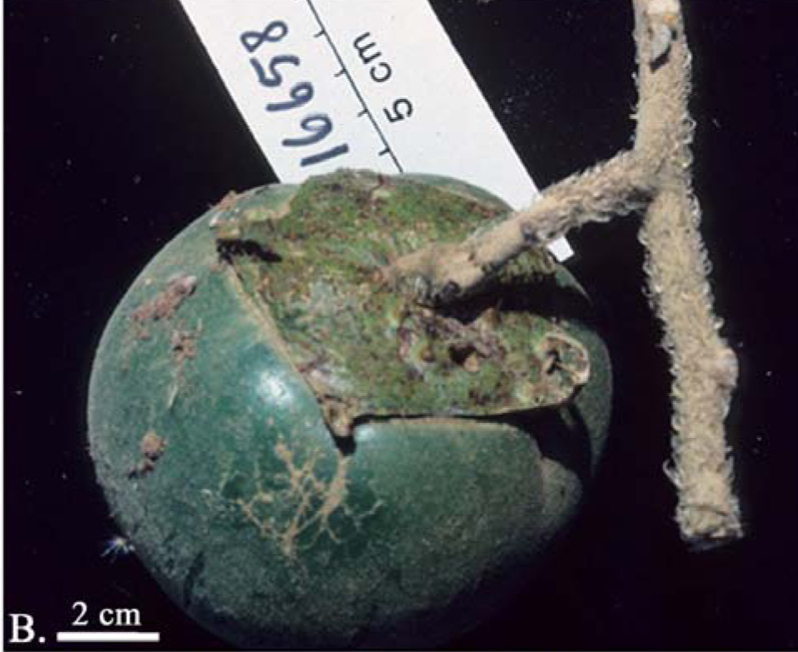
Reife Beere

Solanum falciforme wächst als Strauch oder kleiner Baum, der Wuchshöhen von 1 bis 4 Metern und Brusthöhendurchmesser von 2 bis 5 Zentimetern erreichen kann. Der Stamm ist mit kräftigen und spitzen Stacheln mit breiter Basis besetzt. Die glatte bis leicht aufgeraute Borke ist graubraun bis rötlich schwarzbraun gefärbt. Blütentragende Äste sind sehr dicht mit hellbraunen, verzweigt-sternförmigen und mehrreihigen Trichomen besetzt. Die Reihen sieben bis zehn oder mehr sind mäßig bis dicht mit sichelartigen, sternförmigen Trichomen besetzt welche 4 bis 6,2 Millimeter lang werden.
Die sympodialen Einheiten beinhalten zwei paarig angeordnete Laubblätter. Die einfachen Blätter werden zwischen 19 und 25 Zentimeter lang und zwischen 7 und 17 oder mehr Zentimeter breit. Die ledrige Blattspreite ist lanzettlich geformt. Ihre Basis ist abgeschrägt oder herzförmig, die Spitze spitz zulaufend oder stumpf, und ihre Blattränder sind ganzrandig oder wellig. Die hellgrüne Blattoberseite ist bei jungen Blättern sehr dicht mit sternförmigen Trichomen besetzt, welche mit zunehmendem Alter fast vollständig verschwinden. Die Trichome werden 0,1 bis 0,3 Millimeter lang. Weiters findet man kurze, einfache Trichome auf der Blattoberseite. Die hellgrüne Blattunterseite ist sehr dicht mit sternförmigen, hellbraunen bis goldenen Trichomen besetzt, welche 0,2 bis 0,4 Millimeter lang werden. Von der Blattachse gehen fünf bis sechs Paare an sekundären Blattadern ab, welche mit einigen gebogenen Dornen mit breiter Basis bewehrt sind. Weiters sind sie mit sichelartigen, sternförmigen Trichomen behaart. Der Blattstiel wird 1 bis 5 Zentimeter lang und ist dicht mit Trichomen besetzt.
Die Blütenstände werden 3 bis 9,5 Zentimeter lang und sind unverzweigt. Jeder der Blütenstände besteht 8 bis 15 Blüten. Die Art ist andromonözisch und man findet eine oder wenige zwittrige Blüten an der Basis des Blütenstandes. Der Blütenstand ist dicht mit sternförmigen Trichomen behaart, welche denen des Stammes ähneln und kann bewehrt sein. Der Blütenstiel wird 2 bis 8 Zentimeter lang. Er ist an der Basis gelenkartig gebogen. Die Blütenstiele werden 4 bis 10 Millimeter lang und stehen 1 bis 4 Millimeter auseinander.
Blühende Exemplare wurden im gesamten Jahr und fruchttragende Exemplare wurden im Januar, März, Juni sowie im Juli gesammelt. Die Blüten sind fünfzählig. Der Kelch wird bis zu 2,5 Zentimeter lang, wobei die ersten 2 bis 3 Millimeter als Röhre ausgeformt sind. Er ist mit etwa 20 Millimeter langen und rund 2 Millimeter breiten, spitz zulaufenden Lappen besetzt. Die dicht mit sichelartigen, sternförmigen Trichomen behaarte Kelchunterseite kann bewehrt sein. Die violette bis blaue Krone misst 3,5 bis 4,5 Zentimeter im Durchmesser und 1,6 bis 2,3 Zentimeter in der Länge, hat eine 6 bis 8,2 Millimeter lange Röhre und ist sternförmig bis zu mehr als der Hälfte des Weges zur Basis gelappt. Die Kronblätter sind papierartig. Die dreieckigen Kronlappen werden 1,6 bis 1,9 Zentimeter lang und 0,35 bis 0,4 Zentimeter breit und ihre Unterseite ist mäßig mit verzweigten oder sternförmigen Trichomen behaart. Die Oberseite der Kronlappen ist dicht mit sternförmigen und sichelartigen, sternförmigen Trichomen besetzt. Die unbehaarten Staubfäden sind zu einer bis zu 0,1 Millimeter langen Röhre verwachsen, und der frei stehende Teil ist zwischen 1,5 und 1,8 Millimeter lang. Die gelben Staubbeutel werden etwa 13 Millimeter lang und rund 2,8 Millimeter breit. Sie öffnen sich durch Poren an den Spitzen, welche sich mit zunehmendem Alter zu Schlitzen vergrößern. Der Fruchtknoten ist dicht mit sternförmigen Trichomen behaart. Der Griffel von männlichen Blüten ist nur rudimentär ausgebildet. Der zylindrische Griffel von zwittrigen Blüten ist 14 bis 15 Millimeter lang und 0,2 bis 0,5 Millimeter breit, an der Spitze gebogen und unbehaart oder in der unteren Hälfte spärlich mit sternförmigen Trichomen behaart. Die kopfförmige Narbe ist zweilappig.
Als Früchte werden zur Reife hin wahrscheinlich grün gefärbte Beeren gebildet, welche bei einem Durchmesser von 5 bis 7,5 Zentimeter kugelig geformt sind. Sie sind puderig mit sternförmigen Trichomen behaart. Über die Samen ist nichts bekannt.

## Verbreitung und Lebensraum
Das natürliche Verbreitungsgebiet von Solanum falciforme liegt in Brasilien. Es umfasst dort die Bundesstaaten Bahia, Goiás und Minas Gerais sowie den Bundesdistrikt Distrito Federal do Brasil. Die Art gedeiht dort in Höhenlagen von 380 bis 1300 Metern. Sie wächst in den Cerrados und entlang von Wegen.

## Systematik
Die Erstbeschreibung als Solanum falciforme erfolgte 2010 durch Frank T. Farruggia in PhytoKeys Nummer 1, Seite 68. Das Artepitheton falciforme leitet sich von dem lateinischen Wort falcatus ab, und weist auf die für diese Art typischen, sichelartigen Trichome hin.